# إدارة موارد الطاقم

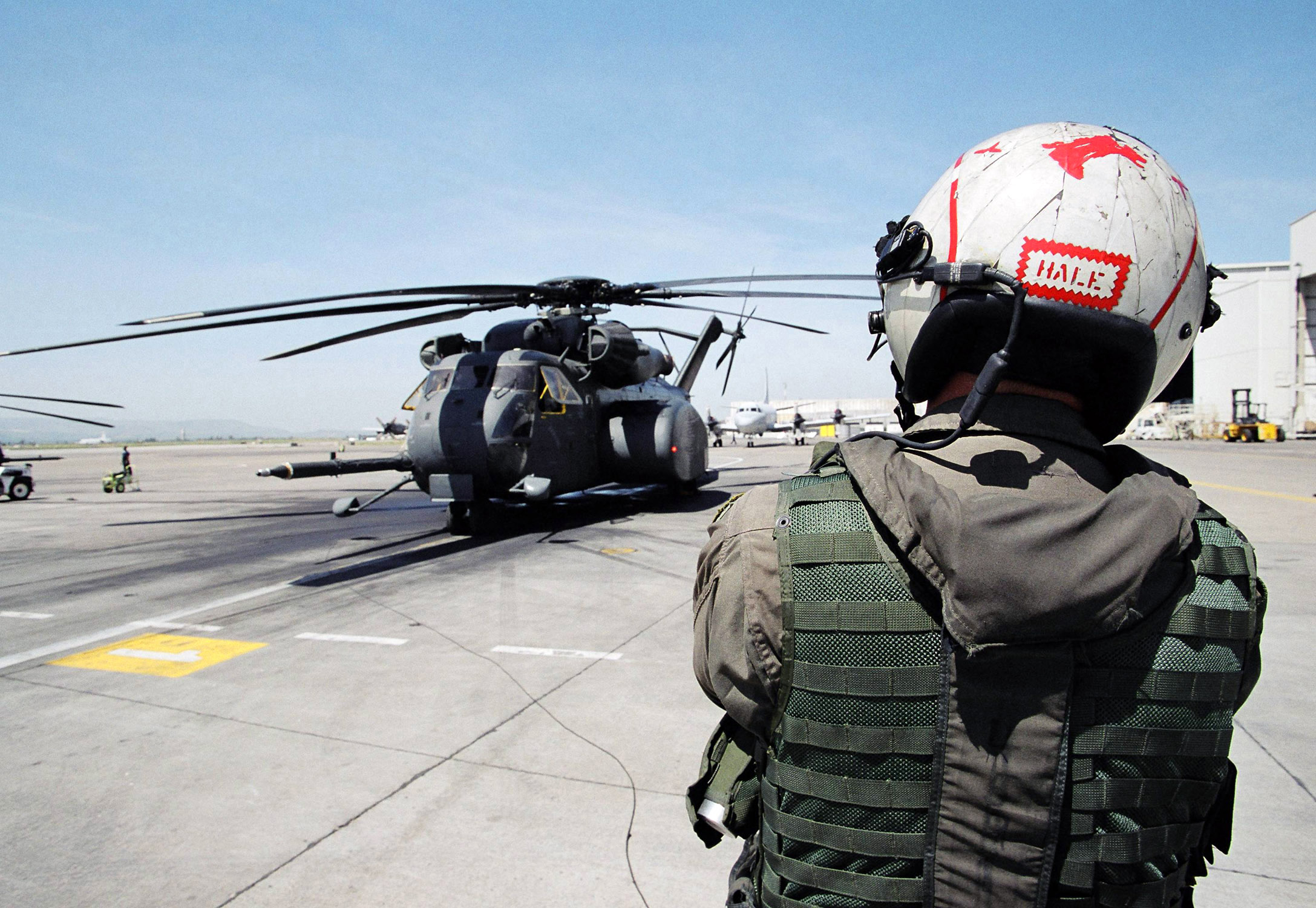
القاعدة الجوية البحرية سيغونيلا، صقلية (6 مايو 2003)

إدارة موارد الطاقم (Crew resource management) أو إدارة موارد قمرة القيادة (cockpit resource management) اختصاراً «سي آر إم» (CRM)  هي مجموعة من إجراءات التدريب للاستخدام في البيئات التي يمكن أن يكون للخطأ البشري فيها آثار مدمرة. يستخدم «سي آر إم» بشكل أساسي لتحسين سلامة الطيران ويركز على التواصل بين الأشخاص والقيادة واتخاذ القرار في قمرة القيادة للطائرات. مؤسسها هو ديفيد بيتي، وهو جندي سابق في سلاح الجو الملكي وطيار في شركة الخطوط الجوية البريطانية لما وراء البحار (BOAC) كتب العامل البشري في حوادث الطائرات (1969). على الرغم من التطور الكبير للمساعدات الإلكترونية منذ ذلك الحين، إلا أن العديد من المبادئ التي طورها استمرت في إثبات فعاليتها.
بدأت إدارة موارد قمرة القيادة في الولايات المتحدة رسميًا بتوصية المجلس الوطني لسلامة النقل (NTSB) التي كتبها محقق السلامة الجوية في المجلس الوطني لسلامة النقل وعالم نفس الطيران ألان ديل أثناء تحقيقه في حادث تحطم طائرة يونايتد إيرلاينز الرحلة 173 لعام 1978. تضمنت المشكلات المحيطة بهذا الانهيار نفاد وقود طاقم دي سي-8 فوق بورتلاند، أوريغون، أثناء استكشاف مشكلة معدات الهبوط.
مصطلح «إدارة موارد قمرة القيادة» ("cockpit resource management") - الذي أطلق عليه لاحقًا «إدارة موارد الطاقم» ("crew resource management") - تم صياغته في عام 1979 من قبل عالم النفس في وكالة ناسا جون لاوبر، الذي درس عمليات الاتصال في قمرة القيادة لعدة سنوات. مع الاحتفاظ بالتسلسل الهرمي للقيادة، كان الهدف من المفهوم تعزيز ثقافة قمرة القيادة بأقل سلطوية، حيث يتم تشجيع الطيارين المساعدين على مسألة القبطانه إذا لاحظوا ارتكابهم للأخطاء.
نشأ «سي آر إم» من كارثة مطار تينيريفي عام 1977، حيث اصطدمت طائرتان من طراز بوينغ 747 على المدرج، مما أسفر عن مقتل 583 شخصًا. بعد أسابيع قليلة، عقدت وكالة ناسا ورشة عمل حول هذا الموضوع، وأيدت هذا التدريب. في الولايات المتحدة، كانت الخطوط الجوية المتحدة أول شركة طيران تطلق برنامج «سي آر إم» شاملًا، بدءًا من عام 1981. بحلول التسعينيات، أصبح «سي آر إم» معيارًا عالميًا.
دربت يونايتد إيرلاينز مضيفاتهم على استخدام «سي آر إم» بالاشتراك مع الطيارين لتوفير طبقة أخرى من التواصل المعزز والعمل الجماعي. أظهرت الدراسات أن استخدام «سي آر إم» من قبل كلا مجموعتي العمل يقلل من حواجز الاتصال ويمكن حل المشكلات بشكل أكثر كفاءة، مما يؤدي إلى زيادة السلامة. تم تعديل مفاهيم تدريب «سي آر إم» لاستخدامها في مجموعة واسعة من الأنشطة والتي شملت مراقبة الحركة الجوية، ومناولة السفن، ومكافحة الحرائق، وغرفة العمليات الطبية، حيثما يكون هناك أشخاص عليهم اتخاذ قرارات خطيرة وحاسمة بالنسبة للوقت.

## ملخص
تم اعتماد المصطلح العام الحالي «إدارة موارد الطاقم» (CRM) على نطاق واسع ولكنه يُعرف أيضًا باسماء أخرى مثل: إدارة موارد قمرة القيادة؛ إدارة موارد طاقم القيادة؛ والقيادة وإدارة الموارد. عندما يتم تطبيق تقنيات «سي آر إم» على أنشطة أخرى، يتم أحيانًا إعطاؤه تسميات فريدة، مثل إدارة موارد الصيانة أو إدارة موارد الجسر أو إدارة الموارد البحرية.
يشمل تدريب «إدارة موارد الطاقم» مجموعة واسعة من المعارف والمهارات والمواقف بما في ذلك الاتصالات والوعي بالموقف وحل المشكلات واتخاذ القرار والعمل الجماعي؛ جنبًا إلى جنب مع جميع التخصصات الفرعية المصاحبة التي يستلزمها كل مجال من هذه المجالات. يمكن تعريف «سي آر إم» على أنه نظام يستخدم الموارد لتعزيز السلامة في مكان العمل.
يهتم «سي آر إم» بالمهارات المعرفية والشخصية اللازمة لإدارة الموارد داخل نظام منظم بدلاً من المعرفة والمهارات التقنية المطلوبة لتشغيل المعدات. في هذا السياق، يتم تعريف المهارات المعرفية على أنها العمليات العقلية المستخدمة لاكتساب والحفاظ على الوعي الظرفي، لحل المشكلات واتخاذ القرارات. تعتبر مهارات التعامل مع الآخرين بمثابة اتصالات ومجموعة من الأنشطة السلوكية المرتبطة بالعمل الجماعي. في العديد من أنظمة التشغيل، غالبًا ما تتداخل مجالات المهارات، ولا تقتصر على المركبات أو المعدات متعددة الطاقم، وتتعلق بمعدات أو مركبة مشغل واحد.
قدمت منظمات الطيران بما في ذلك شركات الطيران الكبرى والطيران العسكري تدريبًا على «إدارة موارد الطاقم» لأطقم العمل. يعد التدريب على «إدارة موارد الطاقم» مطلبًا إلزاميًا للطيارين التجاريين الذين يعملون في ظل معظم الهيئات التنظيمية، بما في ذلك إدارة الطيران الفيدرالية (الولايات المتحدة) ووكالة سلامة الطيران الأوروبية (أياسا) (أوروبا). بعد ريادة «إدارة موارد الطاقم» في صناعة النقل الجوي التجاري، بدأت وزارة الدفاع الأمريكية تدريب أطقمها الجوية على «سي آر إم» في منتصف الثمانينيات. تطلب القوات الجوية الأمريكية والبحرية الأمريكية من جميع أفراد الطاقم الجوي تلقي تدريب سنوي على «إدارة موارد الطاقم» لتقليل الحوادث المؤسفة التي يتسبب فيها الخطأ البشري. يمتلك الجيش الأمريكي نسخته الخاصة من «سي آر إم» تسمى تدريب تنسيق طاقم الطيران المحسن (ACT-E).

## دراسات الحالة

### يونايتد ايرلاينز الرحلة 173
عندما كان طاقم رحلة يونايتد إيرلاينز رقم 173 يقترب من مطار بورتلاند الدولي مساء يوم 28 ديسمبر 1978، عانوا من خلل في معدات الهبوط. قرر القبطان إدخال نمط تعليق (holding pattern) حتى يتمكنوا من استكشاف المشكلة وإصلاحها. ركز القبطان على مشكلة معدات الهبوط لمدة ساعة، متجاهلًا التلميحات المتكررة من الضابط الأول ومهندس الطيران حول إمداد الوقود المتناقص، ولم يدرك الموقف إلا عندما بدأت المحركات تطلق اللهب. هبطت الطائرة في إحدى ضواحي مدينة بورتلاند بولاية أوريغون، على مسافة تزيد عن 6 ميل (9.7 كـم) قصيرة من المدرج. من بين 189 شخصا كانوا على متنها، توفي اثنان من أفراد الطاقم وثمانية ركاب. كتب آلان ديهل، وهو محقق سلامة جوية في المجلس الوطني لسلامة النقل(NTSB) في تقريره:
تم تكليف ديهل بالتحقيق في هذا الحادث وأدرك أنه مشابه للعديد من حوادث الطيران الكبرى الأخرى بما في ذلك تحطم طائرة الخطوط الجوية الشرقية الرحلة 401 وتصادم المدرج بين طائرتي بوينغ 747 تابعتين لخطوط بان آم وخطوط كيه إل ام في تينيريفي.

### الخطوط الجوية المتحدة الرحلة 232
الكابتن آل هاينز، طيار طيران يونايتد إيرلاينز الرحلة 232، يعترف بأن «سي آر إم» هو أحد العوامل التي أنقذت حياته، والعديد من العوامل الأخرى، في مدينة سيوكس، أيوا، تحطم يوليو 1989:

### الخطوط الجوية الفرنسية 447
يلقي أحد التحليلات باللوم على الفشل في اتباع إجراءات «سي آر إم» المناسبة باعتباره عاملاً مساهماً في تحطم طائرة الخطوط الجوية الفرنسية رقم 447، عام 2009 في المحيط الأطلسي، في رحلتها من ريو دي جانيرو إلى باريس. خلص التقرير النهائي إلى أن الطائرة تحطمت بعد تناقضات مؤقتة بين قياسات السرعة الجوية - ويرجع ذلك على الأرجح إلى انسداد أنابيب بيتو للطائرة بسبب بلورات الجليد - مما تسبب في فصل الطيار الآلي، وبعد ذلك كان رد فعل الطاقم بشكل غير صحيح، مما تسبب في دخول الطائرة في انهيار إيروديناميكي لم يكن الطاقم قادراً على يستعيده.

بعد استعادة الصندوق الأسود بعد عامين، تم نشر تحليلات مستقلة قبل وبعد صدور التقرير الرسمي من قبل مكتب التحقيق والتحليل لسلامة الطيران المدني (BEA)، مجلس السلامة الجوية الفرنسي. أحدهما كان تقريرًا فرنسيًا في كتاب "Erreurs de Pilotage" بقلم جان بيير أوتيللي، والذي سرب الدقائق الأخيرة من محادثة قمرة القيادة المسجلة. وفقًا لموقع بوبيلار ميكانكس، الذي فحص محادثة قمرة القيادة قبل الانهيار بقليل:
فشل الرجال تمامًا في الانخراط في عملية مهمة تُعرف باسم إدارة موارد الطاقم أو «سي آر إم». إنهم يفشلون، بشكل أساسي، في التعاون. ليس من الواضح لأي منهما من المسؤول عن ماذا ومن يفعل ماذا.

### أول رحلة جوية 6560
قرر مجلس سلامة النقل الكندي (CTSB) أن فشل إدارة موارد الطاقم كان مسؤولاً إلى حد كبير عن تحطم الرحلة الجوية الأولى 6560، لطائرة بوينغ 737-200، في ريسولوت، نونافوت، في 20 أغسطس 2011. أعطت البوصلة المعطلة للطاقم عنوانًا غير صحيح، على الرغم من أن نظام هبوط الأجهزة ونظام تحديد المواقع العالمي يشيران إلى أنهما خارج المسار. قام الضابط الأول بعدة محاولات لإبلاغ القبطان بالمشكلة، لكن عدم اتباع إجراءات شركة الطيران وعدم وجود بروتوكول اتصال موحد للإشارة إلى وجود مشكلة أدى إلى قيام القبطان برفض تحذيرات الضابط الأول. كان كلا الطيارين مثقلًا أيضًا بعمل الاستعدادات للهبوط، مما أدى إلى عدم تمكن أي منهما من إيلاء الاهتمام الكامل لما كان يحدث.
قامت شركة طيران فرست بزيادة الوقت المخصص لإدارة موارد الطاقم في تدريباتهم نتيجة للحادث، وأوصى مجلس سلامة النقل الكندي (CTSB) الهيئات التنظيمية وشركات الطيران بتوحيد إجراءات «سي آر إم» والتدريب في كندا.

### رحلة كانتاس 32
يُعزى نجاح رحلة كانتاس 32 إلى مهارات العمل الجماعي و«إدارة موارد الطاقم». كتبت سوزان بارسون، محررة موجز السلامة في إدارة الطيران الفيدرالية (FAA): «من الواضح أن أداء طاقم الرحلة (QF32) كان مثالًا شجاعًا على الاحتراف والطيران الذي يجب على كل من يعمل في الطيران أن يطمح إلى محاكاته».

كتب كاري إدواردز، مؤلف كتاب (Airmanship):
لم ينتج عن أداء الطاقم، والاتصالات، والقيادة، والعمل الجماعي، وإدارة عبء العمل، والوعي بالموقف، وحل المشكلات واتخاذ القرار، أي إصابات للركاب والطاقم البالغ عددهم 450 راكبًا. ستبقى (QF32) كواحد من أفضل الأمثلة على الطيران في تاريخ الطيران.

## التبني في مجالات أخرى

### وسائل النقل
لقد أثبتت المفاهيم الأساسية وأيديولوجية «إدارة موارد الطاقم» نجاحها في المجالات الأخرى ذات الصلة. في التسعينيات، بدأت العديد من شركات الطيران التجاري ووكالات سلامة الطيران الدولية في توسيع «سي آر إم» ليشمل مراقبة الحركة الجوية وتصميم الطائرات وصيانة الطائرات. اكتسب قسم صيانة الطائرات في هذا التدريب زخمًا مثل إدارة موارد الصيانة (MRM). لمحاولة توحيد تدريب «سي آر إم» على مستوى الصناعة، أصدرت إدارة الطيران الفيدرالية التعميم الاستشاري (Advisory Circular 120–72)، تدريب إدارة موارد الصيانة في سبتمبر 2000.
بعد دراسة حوادث الطيران بين عامي 1992 و 2002، حددت القوات الجوية الأمريكية أن ما يقرب من 18٪ من حوادث طائراتها، تُعز غالبًا وبشكل مباشر إلى خطأ بشري في الصيانة، والتي حدثت غالبًا قبل وقت طويل من الرحلة التي تم فيها اكتشاف المشكلات. تتضمن هذه «الأخطاء الكامنة» الإخفاق في اتباع أدلة الطائرات المنشورة، ونقص التواصل الجازم بين فنيي الصيانة، وضعف الإشراف، وممارسات التجميع غير الصحيحة. في عام 2005، ولمعالجة هذه الحوادث التي حدثت بسبب الخطأ البشري، وجه المقدم دوغ سلوكوم، رئيس قسم السلامة في الجناح 162 للحرس الوطني الجوي، توكسون، بتعديل برنامج «إدارة موارد الطاقم» في القاعدة إلى نسخة عسكرية. يسمى إدارة موارد الصيانة (MRM).[بحاجة لمصدر]
في منتصف عام 2005، حولت شعبة سلامة الطيران التابعة للحرس الوطني الجوي برنامج «سلوكوم إم آر إم» (Slocum's MRM) إلى برنامج وطني متاح لأجنحة الطيران التابعة للحرس الوطني الجوي في 54 ولاية وإقليمًا أمريكيًا. في عام 2006، أقر مجلس مراقبة السلامة الدفاعية (DSOC) التابع لوزارة الدفاع الأمريكية (DoD) بقيمة منع وقوع الحوادث لبرنامج سلامة الصيانة، من خلال التمويل الجزئي لمتغير من (ANG MRM) للتدريب في جميع أنحاء القوات الجوية الأمريكية. أصبحت هذه النسخة الممولة من وزارة الدفاع الأمريكية (ANG) من (MRM)تُعرف باسم إدارة موارد صيانة القوات الجوية (AF-MRM) وتستخدم الآن على نطاق واسع في القوات الجوية الأمريكية.
قامت لجنة منظمي سلامة السكك الحديدية في أستراليا بتكييف «سي آر إم» مع السكك الحديدية مثل إدارة موارد السكك الحديدية وطوّرت مجموعة مجانية من الموارد. يتم توجيه أطقم القطارات العاملة في شركة السكك الحديدية الوطنية للمسافرين (أمتراك) في الولايات المتحدة حول مبادئ «إدارة موارد الطاقم» خلال الدورات التدريبية السنوية. 
تم اعتماد «سي آر إم» في الشحن التجاري في جميع أنحاء العالم. تنص الاتفاقية الدولية لمعايير التدريب والإجازة والخفارة للملاحين و (STCW Code)، طبعة 2017، التي نشرتها المنظمة البحرية الدولية على متطلبات التدريب على إدارة موارد الجسر وإدارة موارد غرفة المحرك. هذه التدريبات معتمدة على الشاطئ، أو تدريب محاكاة، أو خبرة معتمدة أثناء الخدمة. تعقد معظم الكليات البحرية دورات لضباط سطح السفينة وغرفة المحركات. تعقد دورات تنشيطية كل خمس سنوات. ويشار إلى هذه باسم إدارة الموارد البحرية.

### مكافحة الحريق
بعد استخدامه الناجح في التدريب على الطيران، تم تحديد «سي آر إم» كبرنامج محتمل لتحسين السلامة لخدمات مكافحة الحرائق. كتب تيد بوتنام ورقة طبقت مفاهيم «إدارة موارد الطاقم» على الوفيات العنيفة لـ 14 من رجال الإطفاء في البرية في حريق جنوب كانيون في كولورادو.[بحاجة لمصدر]
من هذه الورقة، تم البدء والتحرك في «خدمات حرائق البراري والهياكل» (Wildland and Structural Fire Services) لتطبيق مفاهيم «سي آر إم» في حالات الاستجابة للطوارئ. منذ ذلك الحين تم تطوير برامج مختلفة لتدريب المستجيبين للطوارئ على هذه المفاهيم وللمساعدة في تتبع الأعطال في هذه البيئات المجهدة. 
نشرت الرابطة الدولية لرؤساء الإطفاء أول دليل ل«إدارة موارد الطاقم» لخدمة الإطفاء في عام 2001. في نسخته الثالثة. كما تم نشر العديد من الكتب الخاصة بالصناعة. 

### رعاية صحية
تم تطبيق عناصر «سي آر إم» في الرعاية الصحية بالولايات المتحدة منذ أواخر التسعينيات، وتحديداً في الوقاية من العدوى. على سبيل المثال، توصي «حزمة الخط المركزي» لأفضل الممارسات باستخدام قائمة مراجعة عند إدخال قسطرة وريدية مركزية. عادة ما يكون المراقب الذي يراجع القائمة المرجعية أقل مرتبة من الشخص الذي يقوم بإدخال القسطرة. يتم تشجيع المراقب على التواصل عندما لا يتم تنفيذ عناصر الحزمة؛ على سبيل المثال إذا حدث خرق في العقم.

#### فريق STEPPS
توفر وكالة أبحاث وجودة الرعاية الصحية (AHRQ)، وهي قسم تابع لوزارة الصحة والخدمات الإنسانية بالولايات المتحدة، التدريب على أساس مبادئ «إدارة موارد الطاقم» لفرق الرعاية الصحية. هذا التدريب يسمى استراتيجيات وأدوات الفريق لتحسين الأداء وسلامة المرضى (TeamSTEPPS)، والبرنامج يجري تنفيذه في المستشفيات، ومرافق الرعاية طويلة الأجل، وعيادات الرعاية الأولية في أنحاء مختلفة من العالم. تم تصميم (TeamSTEPPs) لتحسين سلامة المرضى من خلال تعليم مقدمي الرعاية الصحية كيفية التعاون بشكل أفضل مع بعضهم البعض باستخدام أدوات مثل التجمعات واستخلاص المعلومات والتسليم والمعاودة. فريق التنفيذ لقد ثبت أن (STEPPS) تعمل على تحسين سلامة المرضى. هناك أدلة على أن تدخلات (TeamSTEPPS) صعبة التنفيذ وليست فعالة عالميًا. هناك استراتيجيات يمكن لقادة الرعاية الصحية استخدامها لتحسين فرصهم في نجاح التنفيذ، مثل استخدام السلوكيات التدريبية والدعم والتمكين والدعم.

## روابط خارجية
- العوامل البشرية العسكرية نسخة محفوظة May 14, 2008, على موقع واي باك مشين.
- الورقة التنظيمية الحالية لإدارة موارد الطاقم
- إدارة موارد الطاقم لخدمة الإطفاء
- برنامج TeamSTEPPS من وزارة الصحة والخدمات الإنسانية الأمريكية